# Otto Wilhelm August Schreiber
Otto Wilhelm August Schreiber (auch Otto W. A. Schreiber) (* 6. September 1884 in Malz (Oranienburg); † 14. Oktober 1967 in Bremen) war ein deutscher Reeder.

## Biografie
Schreiber war von 1898 bis 1904 Matrose in der ostdeutschen Binnenschifffahrt. Nach seiner Militärzeit fuhr er wieder. 1909 erwarb er sein erstes 345 Tonnen großes Binnenschiff und 1913 seinen ersten Neubau. 
1923 gründeten er und sein Bruder Franz eine Binnenschiffreederei auf der Weser in Bremen. Die Reederei erwarb günstig ein Schiff, die Anna Luise, aus einem Konkurs der Weser-Reederei, welche von 1926 bis 1929 auf der Weser von Bremen nach Bremerhaven verkehrte. 1929 folgte die Stadt Bremen und 1932 die 1879 in Hamburg gebaute MS Friedrich, die jahrelang das Werkstattschiff der Reederei war. Schreiber führte nun Hafenrundfahrten durch. Das Fahrkartenhaus befand sich damals bei der Kaiserbrücke (heute: Bürgermeister-Smidt-Brücke). Ab etwa 1935 hatte die Otto W. A. Schreiber-Reederei ihren Sitz an der Schlachte Nr. 36. 1933 ließ er mehrere Salonschiffe von den Atlaswerken bauen. 1937 pachtete er die Weserfähre von Dedesdorf nach Kleinensiel (heute ist dort der Wesertunnel). 1937 wurde das 460 Tonnen große Fahrgastschiff Oceana auf den Atlaswerken in Bremen gebaut. Im Zweiten Weltkrieg musste der Betrieb seine Schiffe an die Kriegsmarine als Wohn- und Versorgungsfahrzeuge abgeben. 

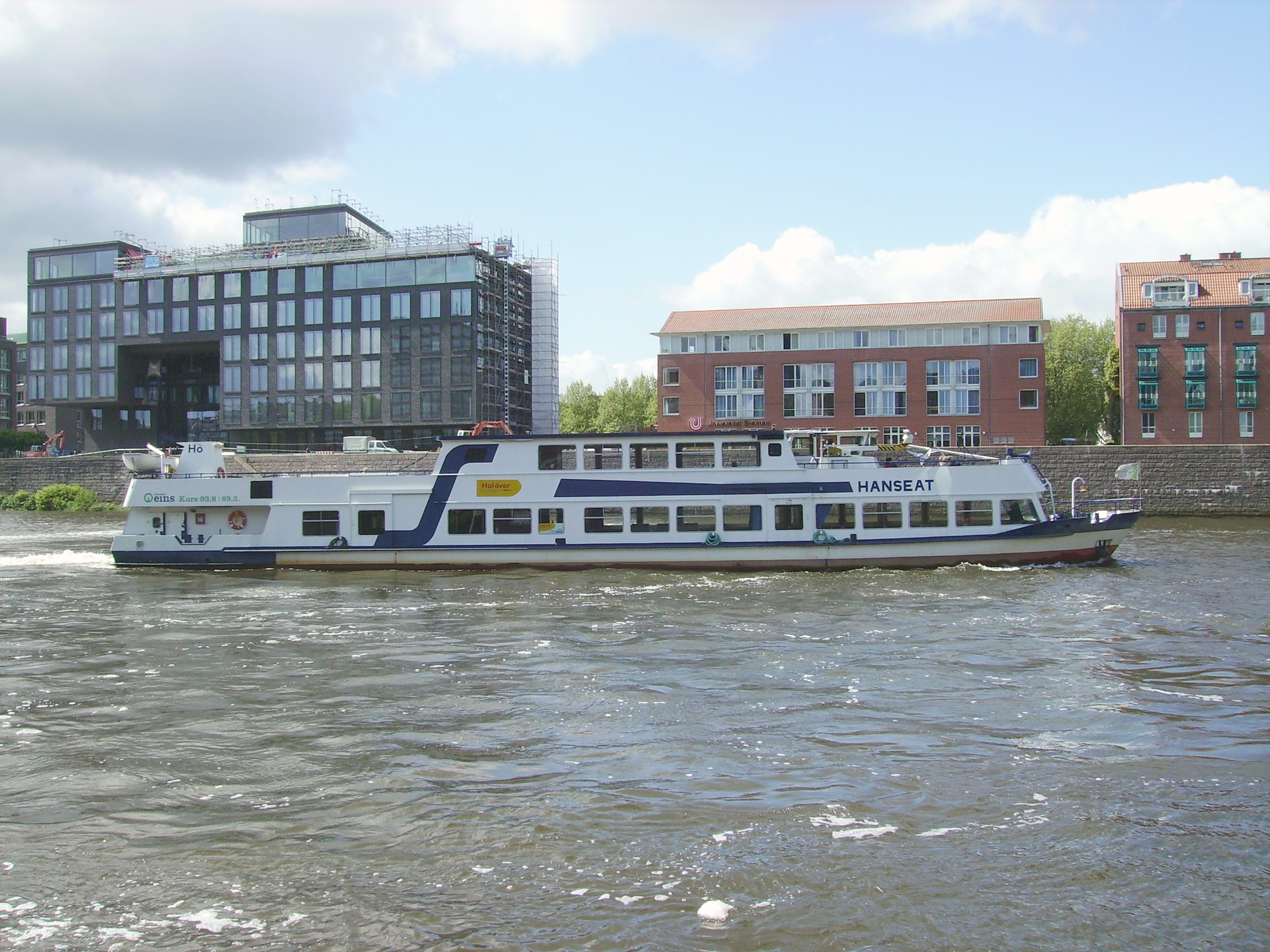
Fahrgastschiff Hanseat auf der Weser

1946 konnte Schreiber den Schiffsbetrieb auf der Weser wieder aufnehmen und seit 1949 wurden auch die Hafenrundfahrten wieder durchgeführt. Der Anleger wurde 1948 an die Schlachte bei der St. Martinikirche verlegt. Seit 1954 entstanden weitere neue Schiffe. Die Reederei hatte drei bauähnliche Schiffe gleicher Größe, die Deutschland, die Weserstolz und die ältere Oceana, mit denen die Linienschifffahrt von Bremen nach Bremerhaven betrieben wurde. 1988 entstand erst das 400 Tonnen große Fahrgastschiff Hanseat. Nach dem Tod Schreibers führte seine Witwe den Betrieb weiter, welcher seit 2002 als Hal över - Schreiber Reederei firmiert.